# The Gathering (musikgruppe)
 For alternative betydninger, se The Gathering. (Se også artikler, som begynder med The Gathering)
The Gathering er et hollandsk band, som fik berømmelse i den sidste halvdel af 1990'erne med hjælp fra vokalist Anneke van Giersbergen.
Deres første to albums Always... fra 1992 og Almost a Dance fra 1993 som spillede en stor rolle i grundlæggelsen af gothic metal, blev indspillet med fire forskellige vokalister. Vokalist Anneke van Giersbergen oplevede sit debut på deres efterfølgende udgivelse Mandylion fra 1995. 
Deres følgende studiealbum Nighttime Birds fra 1997, How To Measure A Planet? fra 1999, if then else fra 2000 og Souvenirs fra 2003 viste bandet bevægede sig fra gothic metal inspireret metal til alternativ rock. Sleepy Buildings udgivet i 2004 var en live semi-akustisk optræden, indspillet af bandet over to nætter. Deres nyeste album Home blev udgivet i april 2006.

## Medlemmer

### Nuværende medlemmer
- René Rutten – Guitar/fløjte (1989-present)
- Silje Wergeland – Vokal (2009–2014; 2018-present)
- Hans Rutten – Trommer (1989-present)
- Frank Boeijen – Keyboard (1990-present)
- Hugo Prinsen Geerligs – Bas (1989-2004; 2018-present)

### Tidligere medlemmer
- Anneke van Giersbergen – Vokal/guitar (1994-2007)
- Marjolein Kooijman – Bas (2004-present)
- Niels Duffhues – Vokal/guitar (1993-1994)
- Jelmer Wiersma – Guitar (1989-1998)
- Martine van Loon – Vokal/bagvokal (1993-1994)
- Bart Smits – Vokal (1989-1993)
- Marike Groot – Vokal/bagvokal (1992-1993)

## Diskografi

### Studiealbums
- Always... (1992)
- Almost a Dance (1993)
- Mandylion (1995)
- Nighttime Birds (1997)
- How To Measure A Planet?
- if then else
- Souvenirs (2003)
- Home (2006)
- The West Pole (2009)
- Disclosure (2012)
- Afterwords (2013)
- Beautiful Distortion (2022)

### Live albums
- Superheat (2000)
- Sleepy Buildings - A Semi Acoustic Evening (2004)
- A Noise Severe (2007)
- TG25: Live at Doornroosje (2017)

### Ep'er
- Adrenaline / Leaves (1996)
- Amity (2000)
- Black Light District

### Singler
- Strange Machines (1995)
- Kevin's Telescope (1997)
- The May Song (1997)
- Liberty Bell (1998)
- Rollercoaster (2000)
- Monsters (2003)
- You Learn About It (2003)
- Alone (2006)

### Opsamlingsalbum
- Downfall - The Early Years (2001)
- Accessories - Rarities and B-Sides (2005)

### Demoer
- An Imaginary Symphony (1990)
- Moonlight Archer (1991)

### Cover sange
- "Life's What You Make It" (af Talk Talk)
- "In Power We Entrust The Love Advocated" (af Dead Can Dance)
- "When The Sun Hits" (af Slowdive)